# Biografielijst Pf

## Pfa

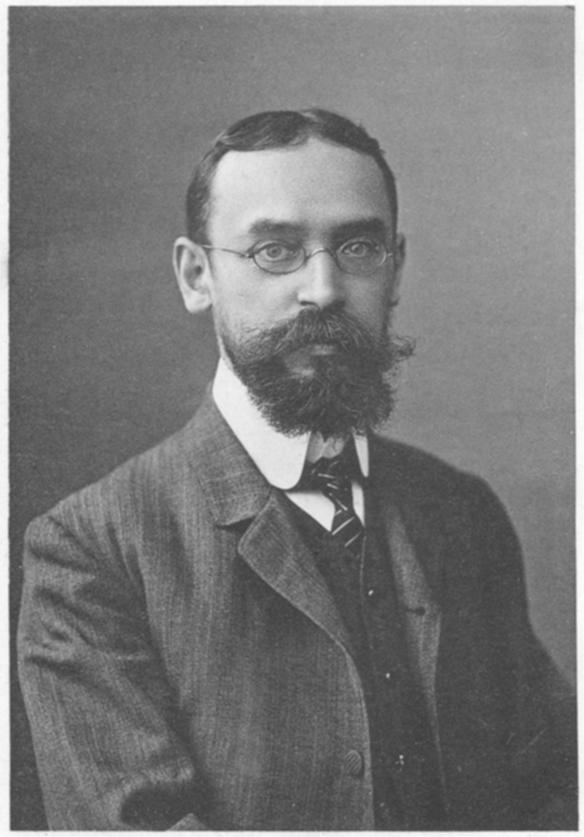
Hermann Johannes (Johannes) Pfannenstiel

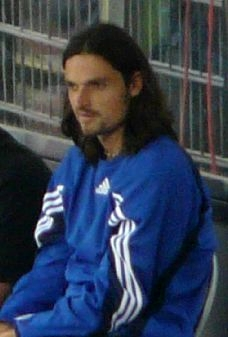
Lutz Pfannenstiel

- Judith Pfaeltzer (1950), Nederlands beeldhouwster en medailleuse
- Saskia Pfaeltzer (1955), Nederlands kunstschilderes en beeldhouwster
- Alfred Pfaff (1926-2008), Duits voetballer
- Jean-Marie Pfaff (1953), Belgisch voetballer en televisiepersoonlijkheid
- Johann Friedrich Pfaff (1765-1825), Duits wiskundige
- Kelly Pfaff (1977), Vlaams presentatrice, model, danseres, zangeres en televisiefiguur
- Kristen Marie Pfaff (1967-1994), Amerikaans basgitariste
- Simon Georges Joseph Pfaff de Pfaffenhoffen (1715-1784), Oostenrijks baron, beeldhouwer en decorateur
- Konrad der Pfaffe (12e eeuw), Middelhoogduits dichter
- Simon Georges Joseph Pfaff de Pfaffenhoffen (1715-1784), Oostenrijks baron, beeldhouwer en decorateur
- Ludwig-Holger Pfahls (1942), Duits politicus en ambtenaar
- Adela van Pfalzel (ca. 660-734), Belgisch kloosterstichtster, abdis en heilige
- Adela van Pfalzel (ca. 660-734), Belgisch dochter van dochter van senechal Hugobert en van Irmina van Oeren, heilige
- Otto Pfänder (1876-1907), Duits technicus en auto-ontwerper
- Hendrik Daniël (Henk) Pfann (1940-2006), Nederlands boekhandelaar en uitgever
- Christian Pfannberger (1979), Oostenrijks wielrenner
- Hermann Johannes (Johannes) Pfannenstiel (1862-1909), Duits gynaecoloog
- Lutz Pfannenstiel (1973), Duits voetballer
- Eva Pfarrhofer (1928-2017), Oostenrijks schoonspringster

## Pfe
- Anton Pfeffer (1965), Oostenrijks voetballer
- Fritz Pfeffer (1889-1944), Duits tandarts en Holocaustslachtoffer
- Kirk Pfeffer (1956), Amerikaans atleet
- Franz Felix Pfeffer von Salomon (1888-1968), Duits nazileider
- Viktor Pfeifer (1987), Oostenrijks kunstschaatser
- Dedee Pfeiffer (1964), Amerikaans actrice
- Emil Pfeiffer (1846-1921), Duits internist en kinderarts
- Michael Pfeiffer (1925-2018), Duits  voetballer en voetbaltrainer
- Michelle Marie Pfeiffer (1958), Amerikaans filmactrice
- Otto Pfeiffer (1882-1955), Duits kunstschilder
- Rudolf Arthur Pfeiffer (1931), Duits geneticus
- Ilja Leonard Pfeijffer (1968), Nederlands dichter, classicus, romancier en polemist
- Fritz Pfenninger (1934-2001), Zwitsers baanwielrenner
- Johann Jakob Pfenninger (1841-1891), Zwitsers politicus
- Louis Pfenninger (1944), Zwitsers wielrenner
- Marc Pfertzel (1981), Frans voetballer
- Walter Pfeuffer (1893-1969), Duits componist en musicus

## Pfi
- Christoph Pfingsten (1987), Duits veldrijder
- Rogelio Pfirter (1948), Argentijns diplomaat
- Daniel Pfister (1986), Oostenrijks rodelaar
- Otto Pfister (1875-1939), Zwitsers politicus
- Otto Pfister (1937), Duits voetbaltrainer
- Wally Pfister (ca. 1962), Amerikaans cinematograaf
- Ernst Hugo Heinrich Pfitzer (1846-1906), Duits botanicus en orchideeënspecialist
- Hans Erich Pfitzner (1869-1949), Duits componist, dirigent, operaregisseur en hoogleraar
- Dinah Pfizenmaier (1992), Duits tennisspeelster

## Pfl
- Fritz Pfleumer (1881-1945), Duits-Oostenrijks natuurkundige en uitvinder
- Pierre Eugène Jean Pflimlin (1907-2000), Frans premier (1958)
- Monika Pflug (1954), Duits langebaanschaatsster

## Pfn
- Franz Pfnür (1908-1996), Duits alpineskiër

## Pfo
- Franz Pforr (1788-1812), Duits kunstschilder
- Karl Pfortner (1920-1988), Duits componist, dirigent en trombonist

## Pfr
- Walter Pfrimer (1881-1968), Oostenrijks politicus
- Leen Pfrommer (1935-2023), Nederlands schaatscoach en schaatscommentator

## Pfu
- Ernst Heinrich Adolf von Pfuel (1779-1866), Pruisisch militair en politicus